# Liparis anthericoides
Liparis anthericoides är en orkidéart som beskrevs av Joseph Marie Henry Alfred Perrier de la Bâthie. Liparis anthericoides ingår i släktet gulyxnen, och familjen orkidéer.
Artens utbredningsområde är Madagaskar. Inga underarter finns listade i Catalogue of Life.